# Swedish American Museum
Swedish American Museum är ett museum inriktat på emigrationen från Sverige till Nordamerika och svenskamerikanska företeelser, beläget i stadsdelen Andersonville i Chicago. 
Swedish American Museum i Chicago grundades av Kurt Mathisson 1976. Det flyttades till sin nuvarande plats på 5211 North Clark Street år 1987. Kung Carl XVI Gustaf var närvarande vid museets grundande och vid dess flytt till sin nuvarande plats. Museet är inrymt i en 2200 m² stor byggnad och har en samling på cirka 12 000 föremål. Det är en central medlem i Chicago Cultural Alliance, ett konsortium av 25 etniska museer och kulturcentra i Chicago.